# Чемпіонат Української РСР з хокею
Чемпіонат Української РСР з хокею — хокейні змагання в Українській РСР за часів існування Радянського Союзу.

## Історія
Разом з анексією західноукраїнських земель і балтійських держав Союзом РСР у 1939 році на терени радянської федерації потрапив «канадський» хокей. Перший чемпіонат СРСР мав відбутися наприкінці зими 1940 року за участі балтійських та українських команд (збірних Латвії, Естонії, Литви, Львова, Дрогобича, Тернополя), адже в Радянському Союзі на той час грали лише в «російський» хокей». Протягом січня-березня зіграли декілька матчів. Зокрема, відомі наступні результати: естонці перемогли литовців 2:1 і 2:0, а латвійці були кращими за естонців 4:0 та 2:1 (можливо, деякі з цих ігор були товариськими). Українці теж визначили свого представника до фіналу союзного розіграшу — львів'ян. Проте швидке березневе потепління так і не дало змоги завершити розіграш першості й виявити найсильнішого в парі Латвія — Львів (між іншим, до радянської окупації латвійська та українська хокейні школи між собою не зустрічалися, навіть у товариських зустрічах).
Наступного року латвійці, естонці, литовці та українці відмовилися від ідеї проведення союзної першості, зосередившись на своїх внутрішньореспубліканських змаганнях. Таким чином, першим чемпіонатом УРСР з хокею став розіграш першості у лютому 1941 року за участі усіх провідних хокеїстів західноукраїнських земель (окрім тих, хто встиг емігрувати, рятуючись від радянської окупації).
Відроджувати хокей в УРСР почали відразу після Другої світової війни. Перший післявоєнний чемпіонат УРСР пройшов у 1947 році. Істотний внесок у подальший розвиток хокею в Україні внесли гравці з інших міст Радянського Союзу. 
Зацікавити хокеєм вдалось також керівників підприємств. Тому в хокейній першості УРСР водночас із командами спортивних товариств «Динамо», «Спартак», «Локомотив» в різних містах, представляли також команди київських заводів  Арсенал, Більшовик,  Червоний екскаватор, харківських ХТЗ, ХПЗ та інших великих підприємств України.
У повоєнні роки, республіканські турніри мали різні назви — першість, чемпіонат, кубок, спартакіада тощо. У різні роки в них брали участь як хокейні команди майстрів, так і збірні міст, областей чи добровільних спортивних товариств. Однак, де-факто, всі ці змагання мали на меті виявити найкращу команду УРСР. З 1980 х чемпіонат розігрували збірні областей. Фаворитом 80 х була збірна Києва за яку грали ветерани Сокола , Машинобудівника і Червоного екскаватора зокрема В. Голдобін, О. Сеуканд, М. Свистухін...
Починаючи з 1970 року, у республіці запровадили розіграш ще одного призу для майстрів хокею — Кубку УРСР.

## Призери змагань
| Сезон     | Чемпіон                                                        | Срібний призер                                                 | Брозовий призер                                                |
| --------- | -------------------------------------------------------------- | -------------------------------------------------------------- | -------------------------------------------------------------- |
| 1941      | «Спартак» (Львів) ?                                            | Збірна (Львів) («Буревісник»+ «Динамо») ?                      | Збірна (Чернівці)?                                             |
| 1942-1947 | Розіграші республіканської першості не проводилися             | Розіграші республіканської першості не проводилися             | Розіграші республіканської першості не проводилися             |
| 1948      | «Будинок Офіцерів» (Київ)                                      | «Динамо» (Київ)                                                | ?                                                              |
| 1949      | «Локомотив» (Харків)                                           | «Динамо» (Київ)                                                | «Спартак» (Львів) «Спартак» (Дрогобич)                         |
| 1950      | «Локомотив» (Харків)                                           | «Динамо» (Київ)                                                | «Спартак» Львів                                                |
| 1951      | «Локомотив» (Харків)                                           | «Динамо» (Київ)                                                | «Спартак» (Дрогобич)                                           |
| 1952      | «Локомотив» (Харків)                                           | «Зеніт» (Київ)                                                 | «Будинок Офіцерів» (Київ)                                      |
| 1953      | «Динамо» (Київ)                                                | «Динамо»(Львів)                                                | «Іскра»(Коломия)                                               |
| 1954      | «Зеніт» (Київ)                                                 | ?                                                              | ?                                                              |
| 1955      | ОБО (Київ)                                                     | ?                                                              | ?                                                              |
| 1956      | ОБО (Київ)                                                     | ?                                                              | ?                                                              |
| 1957      | Розіграш першості не відбувся через несприятливі погодні умови | Розіграш першості не відбувся через несприятливі погодні умови | Розіграш першості не відбувся через несприятливі погодні умови |
| 1958      | «Торпедо-ХТЗ» (Харків)                                         | ?                                                              | «Динамо» (Київ)                                                |
| 1959      | «Динамо» (Київ)                                                | «Торпедо-ХТЗ» (Харків)                                         | ?                                                              |
| 1960      | «Червоний Екскаватор» (Київ)                                   | ?                                                              | ?                                                              |
| 1961      | «Авангард» (Київ)                                              | «Локомотив» (Харків)                                           | «Спартак» (Львів)                                              |
| 1962      | «Авангард»(Київ)                                               | «Спартак» (Львів)                                              | «Локомотив» (Харків)                                           |
| 1963      | ?                                                              | ?                                                              | ?                                                              |
| 1964      | «Авангард» (Київ)                                              | ?                                                              | ?                                                              |
| 1965      | «Динамо» (Київ)                                                | «Червоний Екскаватор» (Київ)                                   | ?                                                              |
| 1966      | «Червоний Екскаватор» (Київ)                                   | ?                                                              | ?                                                              |
| 1967      | «Червоний Екскаватор» (Київ)                                   | ?                                                              | ?                                                              |
| 1968      | «Динамо» (Київ)                                                | «Арсенал» (Київ)                                               | «Буревісник» (Львів)                                           |
| 1969      | Дніпропетровська обл. /«Хімік» (Кам'янськ.)                    | м. Київ/«Динамо» (Київ)                                        | Харківська обл.                                                |
| 1970      | «Червоний Екскаватор» (Київ)                                   | Вінницька обл.                                                 | Чернігівська обл.                                              |
| 1971      | «Динамо» (Київ)                                                | «Червоний Екскаватор» (Київ)                                   | ?                                                              |
| 1972      | «Червоний Екскаватор» (Київ)                                   | ?                                                              | ?                                                              |
| 1973      | «Червоний Екскаватор» (Київ)                                   | ?                                                              | ?                                                              |
| 1974      | «Червоний Екскаватор» (Київ)                                   | ?                                                              | ?                                                              |
| 1975      | «Червоний Екскаватор» (Київ)                                   | ?                                                              | ?                                                              |
| 1976      | «Червоний Екскаватор» (Київ)                                   | ?                                                              | ?                                                              |
| 1977      | ?                                                              | ?                                                              | ?                                                              |
| 1978      | «Червоний Екскаватор» (Київ)                                   | ?                                                              | ?                                                              |
| 1979      | ?                                                              | ?                                                              | ?                                                              |
| 1980      | ?                                                              | ?                                                              | ?                                                              |
| 1981      | Збірна Києва                                                   | Збірна Дніпропетровської обл.                                  | ?                                                              |
| 1982      | ?                                                              | ?                                                              | ?                                                              |
| 1983      | ?                                                              | ?                                                              | ?                                                              |
| 1984      | ?                                                              | ?                                                              | ?                                                              |
| 1985      | ?                                                              | ?                                                              | ?                                                              |
| 1986      | ?                                                              | ?                                                              | ?                                                              |
| 1987      | ?                                                              | ?                                                              | ?                                                              |
| 1988      | ?                                                              | ?                                                              | ?                                                              |
| 1989      | ?                                                              | ?                                                              | ?                                                              |
| 1990      | ?                                                              | ?                                                              | ?                                                              |
| 1991      | ?                                                              | ?                                                              | ?                                                              |